# زنه‌وینن
زنه‌وینن (به هلندی: Zennewijnen) یک منطقهٔ مسکونی در هلند است که در تیل واقع شده‌است. زنه‌وینن ۱۵۰ نفر جمعیت دارد.